# José Martins da Silva
Dom José Martins da Silva, SDN (Tiros, 14 de junho de 1935 — São Gotardo, 29 de janeiro de 2015) foi um bispo católico, arcebispo emérito de Porto Velho. Residiu na Diocese de Luz, ultimamente estava na cidade de Santa Rosa da Serra, onde exercia a função de Administrador Paroquial da Paróquia Santa Rosa de Lima. Residiu em Campos Altos até o fim de sua vida.